# Nikoło-Wiaziemskoje
Nikoło-Wiaziemskoje (ros. Николо-Вяземское) – wieś (sieło) w Rosji, w obwodzie tulskim, w rejonie czerńskim. W 2010 liczyła 11 mieszkańców.